# Emilian Dolha
Emilian Ioan Dolha (ur. 3 listopada 1979 roku w Turdzie) – rumuński piłkarz, występujący na pozycji bramkarza. Obecnie jest trenerem bramkarzy w Universitatei Kluż.
Karierę zaczynał klubach Glorii Bystrzyca oraz Olimpia Satu Mare. W 2000 roku przeniósł się do Rapidu Bukareszt z którym zdobył mistrzostwo Rumunii w 2003 roku oraz dwukrotnie puchar krajowy oraz superpuchar. Następnie przez dwa lata grał w Polsce, w Wiśle Kraków i Lechu Poznań, po czym powrócił do Rumunii i został zawodnikiem Dinama Bukareszt. Grał tam przez trzy sezony po czym przeniósł się do Fakiełu Woroneż. Następnie wrócił do Glorii Bystrzyca, a karierę kończył w Universitatei Kluż, gdzie następnie został trenerem bramkarzy.
Dolha grał w juniorskiej reprezentacji Rumunii U-18 oraz młodzieżowej U-21, dwukrotnie wystąpił w pierwszej reprezentacji Rumunii.

## Kariera klubowa

### Gloria Bystrzyca
Jest wychowankiem klubu Gloria Bystrzyca. W pierwszej drużynie klubu z Bystrzycy Dolha zadebiutował w sezonie 1996/1997. Drugi mecz w pierwszej drużynie rozegrał dopiero w sezonie 1998/1999. Ostatecznie w Glorii Dolha zagrał trzy mecze i przed sezonem 1999/2000 przeszedł do grającej w Divizji B Olimpii Satu-Mare.

### Olimpia Satu-Mare
W drugoligowej Olimpii Dolha rozegrał 13 meczów, a po sezonie przeszedł do stołecznego Rapidu.

### Rapid Bukareszt
W ciągu pierwszych dwóch lat w barwach Rapidu w lidze rozegrał piętnaście meczów. W trakcie sezonu 2001/2002 zadebiutował w rozgrywkach europejskich. Miejsce w podstawowej jedenastce wywalczył dopiero na początku sezonu 2002/03, który zakończył się dla klubu odzyskaniem po czteroletniej przerwie tytułu mistrza kraju. Dolha miał pewne miejsce w zespole do 2005 roku, kiedy po kłótni z prezesem został odesłany do drużyny rezerw.

### Wisła Kraków
Po zakończeniu sezonu 2005/2006 przeszedł do Wisły Kraków, której trenerem był jego rodak Dan Petrescu. Początkowo w drużynie wicemistrza Polski był tylko zmiennikiem Mariusza Pawełka. Miejsce w wyjściowym składzie uzyskał dopiero po odejściu Petrescu. Nowy trener Dragomir Okuka, wobec kontuzji Mariusza Pawełka, postawił właśnie na Dolhę. Po udanych występach w 2006 roku Dolha został nominowany do Piłkarskiego Oscara w prestiżowym plebiscycie Canal Plus. Rumun przegrał tylko jednym głosem z bramkarzem Legii, Łukaszem Fabiańskim. Przez czytelników Gazety Krakowskiej został wybrany na najlepszego piłkarza Wisły w rundzie jesiennej sezonu 2006/2007. Tygodnik Piłka Nożna umieścił go w jedenastce najlepszych obcokrajowców ligi. W sumie w Wiśle Dolha zagrał 20 razy w lidze, trzy razy w Pucharze Ekstraklasy, raz w Pucharze Polski oraz pięć razy w Pucharze UEFA. Kontrakt rumuńskiego bramkarza obowiązywał do końca czerwca 2007 roku i zawarta w nim była opcja automatycznego przedłużenia umowy o kolejne cztery lata. Klub postanowił skorzystać z tej opcji, jednak według Dolhy i jego przedstawicieli zapis o jednostronnym podjęciu decyzji o przedłużeniu umowy był niezgodny z prawem, a zawodnik 5 czerwca zdecydował się podpisać kontrakt z Lechem Poznań.

### Lech Poznań
Ostatecznie sprawą zajął się Wydział Gier Polskiego Związku Piłki Nożnej, który przyznał rację piłkarzowi i 31 lipca uprawnił go do gry w Lechu. Dolha zadebiutował w meczu trzeciej kolejki z Górnikiem Zabrze. W szóstej kolejce ligowej Lech podejmował na wyjeździe były klub Rumuna, Wisłę Kraków. Dolha, wygwizdany przez kibiców Wisły dał sobie strzelić cztery gole w pierwszej połowie. Trener Franciszek Smuda postanowił go zmienić w przewie meczu, tłumacząc później na konferencji prasowej, że Dolha był załamany i nie nadawał się do dalszej gry. Dolha nie wystąpił w następnych dwóch spotkaniach ligowych, natomiast zagrał w meczu Pucharu Ekstraklasy, 19 września. Do bronienia w lidze powrócił 29 września, a po trzech kolejkach doznał urazu łokcia, co spowodowało, że do 10 stycznia 2008 roku musiał pauzować. W rundzie wiosennej zagrał tylko w trzech ostatnich kolejkach ligowych. W sumie w barwach Lecha Poznań Dolha zagrał w 10 meczach ligowych, jednym w Pucharze Ekstraklasy i 1 w Młodej Ekstraklasie. 15 maja 2008 roku Dolha rozwiązał kontrakt z poznańskim klubem za porozumieniem stron.

### Dinamo Bukareszt
27 czerwca Dolha podpisał kontrakt z Dinamem Bukareszt. W pierwszym sezonie rozegrał tylko pięć meczów w Lidze 1, będąc zmiennikiem Bogdan Lobonța. W sezonie 2009/2010 Dolha był pierwszym bramkarzem Dinama Bukareszt i rozegrał 22 spotkania ligowe. W rozgrywkach Ligi Europy w meczu z austriackim SK Sturm Graz obronił rzut karny wykonywany przez Samira Muratovica.
Przed sezonem 2010/2011 Dinamo pozyskało dwóch nowych bramkarzy, Kristijana Naumovskiego oraz Cristiana Bălgrădeana. Dolha rozpoczął sezon w drużynie rezerwowej i zagrał w trzech meczach drugiej ligi, a w pierwszej drużynie bronił George Curca. Następnie zastąpił go Naumovski, ale szybko stracił miejsce w składzie. 22 sierpnia Dolha wrócił do pierwszego składu Dinama na mecz Pucharu Rumunii z Ceahlaul Piatra Neamt. Od 9 kolejki Dolha zagrał w 14 meczach ligowych, opuszczając tylko mecz ze Sportulem Studentesc. Dolha był pierwszym bramkarzem aż meczu z FC Braszow, w którym musiał zejść w 87 minucie z powodu kontuzji. 15 czerwca 2011 roku skończył się mu kontrakt z Dinamem.

### Fakieł Woroneż i powrót do Rumunii
Będąc wolnym zawodnikiem Dolha przeszedł do Fakiełu Woroneż, grającego w rosyjskiej pierwszej lidze. Grał tam przez cały 2011 rok, a następnie wrócił do Rumunii, gdzie kończył karierę w Glorii Bystrzyca i Universitatei Kluż. W tym ostatnim klubie został trenerem bramkarzy.

## Kariera reprezentacyjna
Dolha grał w juniorskiej reprezentacji Rumunii U-18 oraz młodzieżowej U-21, występując w meczach eliminacji do Mistrzostw Europy obu kategorii wiekowych.
W seniorskiej reprezentacji Rumunii rozegrał dwa mecze - w grudniu 2000 roku wystąpił w wygranym 3:2 spotkaniu towarzyskim z Algierią, a w styczniu 2004 roku z Gruzją w 83' minucie zmienił na boisku Bogdana Steleę.

## Osiągnięcia

### Rapid Bukareszt
- Divizia A: 2002-03
- Puchar Rumunii: 2001-02, 2005-06
- Superpuchar Rumunii: 2002, 2003

## Statystyki
(stan na 1 marca 2017)
| Klub                  | Sezon     | Liga             | Liga  | Liga   | Puchary krajowe | Puchary krajowe | Puchary europejskie | Puchary europejskie | Łącznie | Łącznie |
| Klub                  | Sezon     | Liga             | Mecze | Bramki | Mecze           | Bramki          | Mecze               | Bramki              | Mecze   | Bramki  |
| --------------------- | --------- | ---------------- | ----- | ------ | --------------- | --------------- | ------------------- | ------------------- | ------- | ------- |
| Gloria Bystrzyca      | 1996/1997 | Divizia A        | 1     | 0      |                 |                 | –                   | –                   |         |         |
| Gloria Bystrzyca      | 1997/1998 | Divizia A        | 0     | 0      |                 |                 | –                   | –                   |         |         |
| Gloria Bystrzyca      | 1998/1999 | Divizia A        | 2     | 0      |                 |                 | –                   | –                   |         |         |
| Olimpia Satu Mare     | 1999/2000 | Divizia B        | 13    | 0      |                 |                 | –                   | –                   |         |         |
| FC Rapid Bukareszt    | 2000/2001 | Divizia A        | 6     | 0      |                 |                 | –                   | –                   |         |         |
| FC Rapid Bukareszt    | 2001/2002 | Divizia A        | 9     | 0      |                 |                 | 4                   | 0                   |         |         |
| FC Rapid Bukareszt    | 2002/2003 | Divizia A        | 23    | 0      |                 |                 | 3                   | 0                   |         |         |
| FC Rapid Bukareszt    | 2003/2004 | Divizia A        | 22    | 0      |                 |                 | 1                   | 0                   |         |         |
| FC Rapid Bukareszt    | 2004/2005 | Divizia A        | 14    | 0      |                 |                 | 0                   | 0                   |         |         |
| FC Rapid Bukareszt    | 2005/2006 | Divizia A        | 3     | 0      |                 |                 | 2                   | 0                   |         |         |
| FC Rapid Bukareszt II | 2005/2006 | Divizia B        | 7     | 0      |                 |                 | –                   | –                   |         |         |
| Wisła Kraków          | 2006/2007 | I liga           | 20    | 0      | 4               | 0               | 5                   | 0                   | 29      | 0       |
| Lech Poznań           | 2007/2008 | I liga           | 10    | 0      | 1               | 0               | –                   | –                   | 11      | 0       |
| FC Dinamo Bukareszt   | 2008/2009 | Liga I           | 5     | 0      |                 |                 | –                   | –                   |         |         |
| FC Dinamo Bukareszt   | 2009/2010 | Liga I           | 22    | 0      |                 |                 | 7                   | 0                   |         |         |
| FC Dinamo Bukareszt   | 2010/2011 | Liga I           | 14    | 0      |                 |                 | –                   | –                   |         |         |
| Fakieł Woroneż        | 2011/2012 | Pierwyj diwizion | 20    | 0      | 2               | 0               | –                   | –                   | 22      | 0       |
| Gloria Bystrzyca      | 2012/2013 | Liga I           | 26    | 0      |                 |                 | –                   | –                   |         |         |
| Universitatea Kluż    | 2013/2014 | Liga I           | 5     | 0      |                 |                 | –                   | –                   |         |         |
| Universitatea Kluż    | 2014/2015 | Liga I           | 2     | 0      |                 |                 | –                   | –                   |         |         |
| Łącznie               | Liga I    | Liga I           | 113   | 0      |                 |                 | 17                  | 0                   |         |         |
| Łącznie               | I liga    | I liga           | 30    | 0      | 5               | 0               | 5                   | 0                   | 40      | 0       |
| Łącznie               | Liga II   | Liga II          | 21    | 0      |                 |                 | –                   | –                   |         |         |

1. ↑  (j) – runda jesienna; (w) – runda wiosenna
2. ↑  Według nomenklatury obowiązującej w danym sezonie.
3. ↑  Rozgrywki w Rumunii do sezonu 2005/06 włącznie nazywały się Divizia, do których były dopisywane oznaczenia literowe A,B itd, gdzie A to obecna Liga I, B to Liga II itd.
4. ↑  Uwzględniono Puchar Polski oraz Puchar Ekstraklasy.
5. ↑  Uwzględniono Puchar UEFA.
6. ↑  Zsumowano statystyki z występów w klubach grających w I lidze.